# Airglow

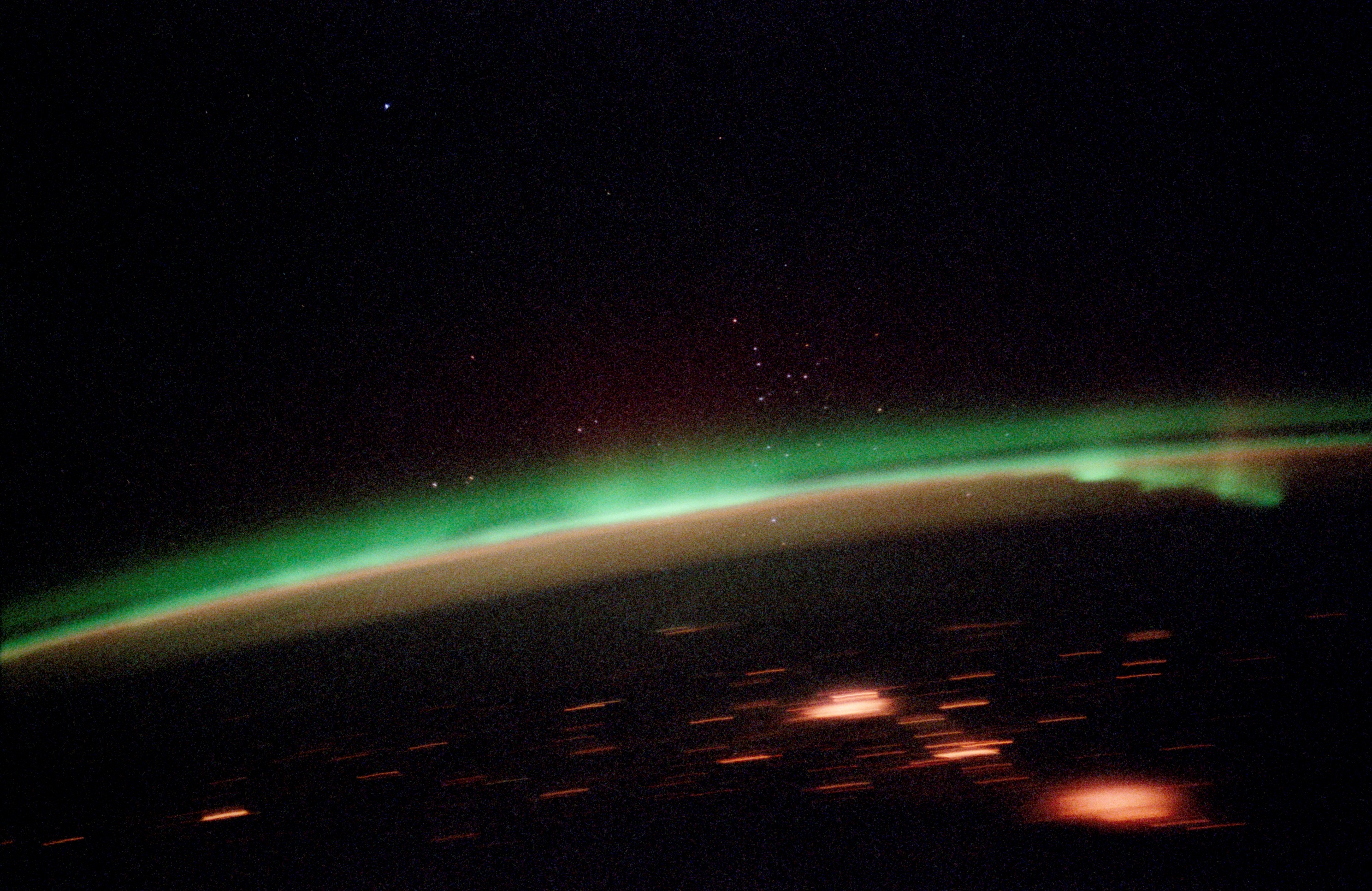
Foto scattata dallo Space Shuttle Endeavour, dove vengono evidenziati due distinti fenomeni atmosferici: la sottile fascia verde che si estende lungo tutto l'orizzonte della Terra è l'emissione luminosa dellairglow, emesso da uno strato di circa 30 km di spessore e circa 100 km di altitudine; l'emissione è sulla lunghezza d'onda dell'ossigeno atomico, pari a. Il secondo fenomeno visibile nella foto è l'aurora boreale, anch'essa in verde e sovrapposta per alcuni tratti allairglow.

La luminescenza notturna è una debole emissione luminosa dell'atmosfera terrestre; come conseguenza, il cielo notturno non è mai completamente buio. È stato notato la prima volta nel 1868 da Anders Jonas Ångström ed è causato da un insieme di processi negli strati superiori dell'atmosfera, come la ricombinazione degli ioni che sono stati fotoionizzati dalla radiazione solare durante il giorno, la luminescenza derivante dagli urti tra i costituenti dell'atmosfera ed i raggi cosmici incidenti e la chemiluminescenza associata alla reazioni dell'ossigeno e dell'azoto con lo ione idrossido ad altezze di poche centinaia di chilometri. Il fenomeno non è visibile durante il giorno perché celato dalla luce solare.
L'airglow riduce il limite di sensibilità dei telescopi a Terra anche degli osservatori astronomici più grandi. Parzialmente per questa ragione, i telescopi spaziali possono osservare oggetti più fiochi nelle lunghezze del visibile rispetto ai telescopi a terra.
L'airglow notturno può essere sufficientemente luminoso da essere notato da un osservatore ed è generalmente blu in colore. Sebbene le emissioni siano piuttosto uniformi in tutta l'atmosfera, ad un osservatore sulla superficie appare più luminoso a circa 10° sopra l'orizzonte perché quanto più in basso egli guarda, maggiore è lo spessore atmosferico che attraversa con lo sguardo. La luminosità apparente degli airglow è comunque ridotta dall'assorbimento luminoso dell'atmosfera.
Un meccanismo che produce airglow è la combinazione di un atomo di azoto con uno di ossigeno per formare una molecola di monossido di azoto (NO).

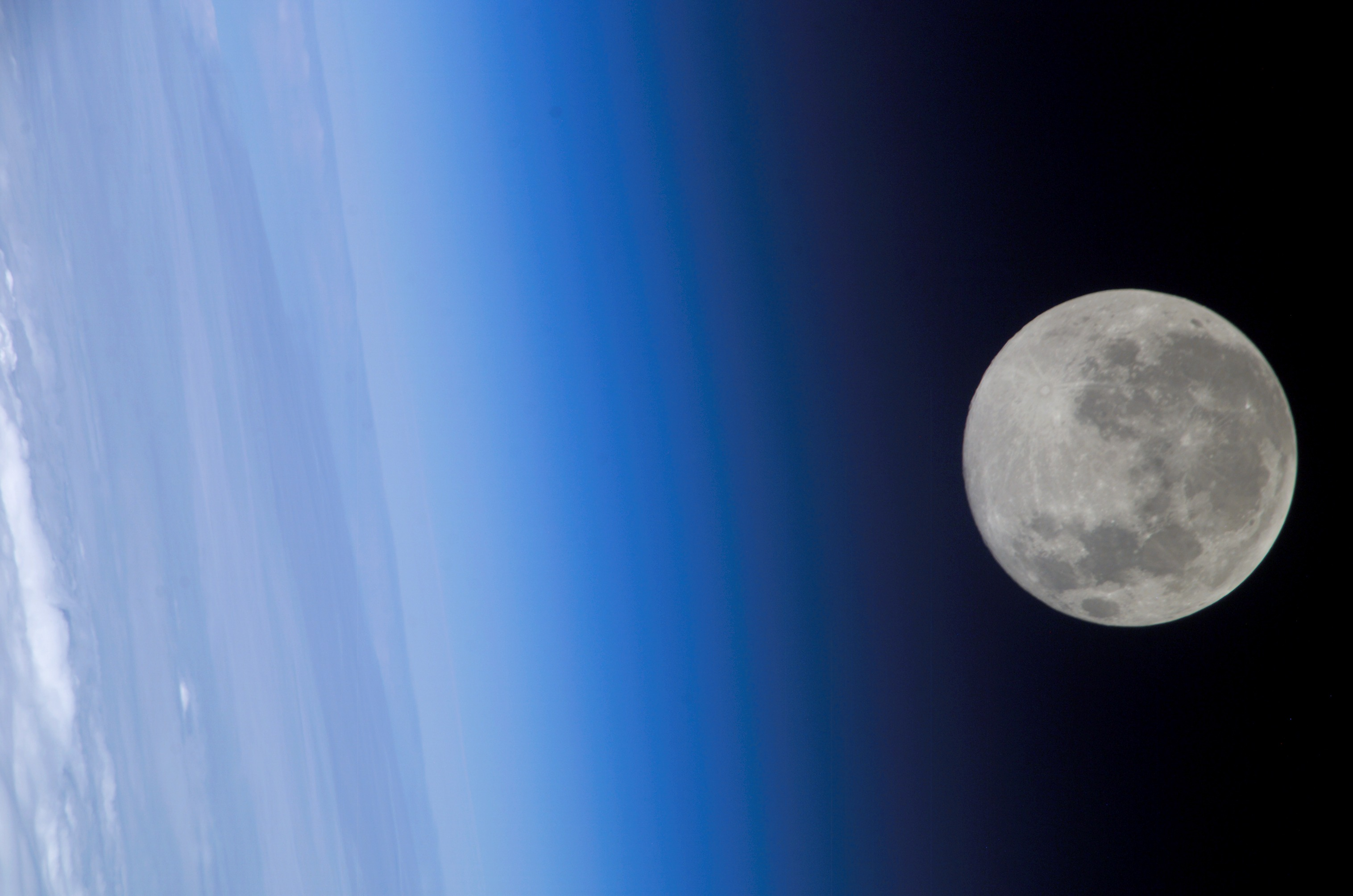
Luna piena visibile sopra l'orizzonte terrestre. È visibile lairglow.

Durante il processo si verifica l'emissione di un fotone. Il fotone può essere emesso a differenti lunghezze d'onda caratteristiche della molecola. Gli atomi liberi sono disponibili nell'alta atmosfera dove le molecole di azoto (N2) ed ossigeno (O2) vengono dissociate dalla radiazione solare. Altre specie chimiche che possono contribuire agli aiglow sono: lo ione idrossido (OH-), lo ione ipoiodite (OI-) e lo ioduro di sodio (NaI).
La luminosità del cielo è tipicamente riferita in unità di magnitudine astronomica per arcosecondo quadro di cielo (m/"²).
Emissioni analoghe sono state identificate sugli altri pianeti del Sistema solare dotati di un'atmosfera e su alcune lune principali, per le quali proprio la rilevazione di queste emissioni ha permesso di stabilire l'esistenza di una seppur sottile atmosfera.